# Lophuromys woosnami
Lophuromys woosnami — вид гризунів родини мишевих (Muridae). Зустрічається в Бурунді, Демократичній Республіці Конго, Руанді та Уганді. Типи його природних середовищ включають гірські лісові галявини та бамбукові ліси. Невідомо, чи може вид зберігатися в порушених або змінених середовищах існування. Росте на висотах 1600–3800 метрів.